# 岡山県の県道一覧
岡山県の県道一覧（おかやまけんのけんどういちらん）は、岡山県を通る県道の一覧である。

## 概要
当初は主要地方道は1 - 40番、一般県道は41番以降の固定整理番号を割り振っていたが、1971年（昭和46年）に都道府県道標識が設定されたことや1972年（昭和47年）の主要地方道再編で41番以降も主要地方道の整理番号に当てざるを得なくなったことを契機に、1972年（昭和47年）頃主要地方道は一桁または二桁の番号、一般県道は三桁の番号にそれぞれ再編された。その後1994年（平成6年）の県道再編で兵庫県にまたがる路線（一部を除く）の県道番号統一が行われ、現行の体系になっている。
県道番号再編の時期は「岡山県統計年報」の「路線別道路延長」による推定。特に告示はなされていない。

## 主要地方道

### 1 - 96
- 1 （欠番）※1994年以降不使用
  - ※1972年 - 1983年…兵庫県道45号・岡山県道1号赤穂和気瀬戸線（→岡山県道1号・兵庫県道45号岡山赤穂線）
  - ※1983年 - 1994年…岡山県道1号・兵庫県道45号岡山赤穂線（→岡山県道・兵庫県道96号岡山赤穂線）
- 2 （欠番）※1993年以降不使用
  - ※1972年 - 1993年…兵庫県道34号・岡山県道2号朝来大原線（→国道429号）
- 3 井原福山港線
- 4 （欠番）※1979年以降不使用
  - ※1972年 - 1979年…鳥取県道2号・岡山県道4号・兵庫県道29号智頭佐用線（→国道373号）
- 5 作東大原線（1979年 - ）
  - ※1972年 - 1979年…岡山県道5号・鳥取県道16号作東智頭線（→国道373号および現路線）
- 6 津山智頭八東線（1982年 - ）
  - ※1972年 - 1979年…岡山県道6号・鳥取県道11号津山加茂智頭線（→岡山県道6号・鳥取県道37号津山智頭八東線）
  - ※1979年 - 1982年…岡山県道6号・鳥取県道37号津山智頭八東線（→現路線）
- 7 智頭勝田線（1994年 - ）
  - ※1972年 - 1982年…鳥取県道27号・岡山県道7号江府中和用瀬線（→鳥取県道・岡山県道7号江府中和用瀬線）
  - ※1982年 - 1993年…鳥取県道・岡山県道7号江府中和用瀬線（→国道482号・鳥取市道3270135号佐治中央線）
  - ※1993年 - 1994年…欠番
- 8 新見日南線（1982年 - ）
  - ※1972年 - 1979年…鳥取県道9号・岡山県道8号米子石見新見線（→国道180号（現：現路線および鳥取県道・島根県道102号米子広瀬線・南部町道3350号阿賀東西町線・米子市道4271号旧国道吉谷古市線）・国道183号〔現：現路線および鳥取県道223号生山停車場線・日南町道・日野町道〕および岡山県道8号・鳥取県道40号新見日南線）
  - ※1979年 - 1982年…岡山県道8号・鳥取県道40号新見日南線（→現路線および国道182号・新見市道西方下神代線）
- 9 芳井油木線
- 10 （欠番）※1994年以降不使用
  - ※1972年 - 1979年…欠番
  - ※1979年 - 1993年…兵庫県道78号・岡山県道10号赤穂建部線（→国道484号および兵庫県道78号・岡山県道10号赤穂佐伯線）
  - ※1993年…兵庫県道78号・岡山県道10号赤穂佐伯線（→兵庫県道90号・岡山県道10号赤穂佐伯線）
  - ※1993年 - 1994年…兵庫県道90号・岡山県道10号赤穂佐伯線（→兵庫県道・岡山県道90号赤穂佐伯線）
- 11 新見多里線（1982年 - ）
  - ※1979年 - 1982年…岡山県道11号・鳥取県道34号新見多里線（→現路線）
- 12 足立東城線（1994年 - ）
- 13 - 20 （欠番）※1972年以降一切使用歴なし
- 21 岡山児島線
- 22 倉敷玉野線
- 23 （欠番）※1982年以降不使用
  - ※1972年 - 1982年…岡山県道23号玉野玉島線（→国道430号）
- 24 倉敷清音線（1993年 - ）
  - ※1972年 - 1993年…岡山県道24号倉敷総社線（→国道486号および現路線、現存の岡山県道469号倉敷総社線（1995年認定）とは別）
- 25 （欠番）※1993年以降不使用
  - ※1972年 - 1993年…岡山県道25号倉敷井原線（→国道486号および岡山県道24号倉敷清音線）
- 26 津山柵原線（1979年 - ）
  - ※1972年 - 1979年…岡山県道26号津山備前線（→国道374号および現路線）
- 27 岡山吉井線（1982年 - ）
  - ※1972年 - 1982年…岡山県道27号岡山美作線（→国道374号および現路線）
- 28 岡山牛窓線（1982年 - ）
  - ※1972年 - 1982年…岡山県道28号岡山西大寺線（→現路線）
- 29 （欠番）※1982年以降不使用
  - ※1972年 - 1982年…岡山県道29号西大寺牛窓線（→岡山県道28号岡山牛窓線）
- 30 落合建部線
- 31 高梁御津線
- 32 新見勝山線（1982年 - ）
  - ※1972年 - 1982年…岡山県道32号勝山新見線（→現路線）
- 33 新見川上線（1982年 - ）
  - ※1972年 - 1982年…岡山県道33号新見成羽線（→現路線および国道313号）
- 34 笠岡井原線
- 35 倉敷成羽線（1982年 - ）
  - ※1972年 - 1982年…岡山県道35号玉島成羽線（→現路線）
- 36 （欠番）※1982年以降不使用
  - ※1972年 - 1982年…岡山県道36号岡山加茂川津山線（→国道429号）
- 37 西大寺山陽線
- 38 （欠番）※1982年以降不使用
  - ※1972年 - 1993年…岡山県道38号津山大原線（→国道429号）
- 39 備前牛窓線
- 40 岡山港線
- 41 新倉敷停車場線（1982年 - ）
  - ※1972年 - 1982年…岡山県道41号玉島停車場線（→現路線、玉島駅が山陽新幹線開業の際新倉敷駅に改称したため改称）
- 42 岡山停車場線
- 43 （欠番）※1979年以降不使用
  - ※1972年 - 1979年…岡山県道43号倉敷停車場線（→JR倉敷駅前再開発に伴い廃止。倉敷駅前広場（倉敷市道003-10号阿知10号線）に転用）
- 44 笠岡停車場線
- 45 岡山玉野線
- 46 和気笹目作東線
- 47 倉敷長浜笠岡線
- 48 笠岡美星線（1982年 - ）
  - ※1972年 - 1982年…岡山県道48号笠岡成羽線（→現路線および岡山県道35号倉敷成羽線）
- 49 高梁旭線
- 50 北房井倉哲西線
- 51 美作奈義線
- 52 勝央仁堀中線（1994年 - ）
  - ※1972年 - 1994年…岡山県道52号勝央久米南線（→現路線）
- 53 御津佐伯線
- 54 倉敷美袋線（1982年 - ）
  - ※1972年 - 1982年…岡山県道54号倉敷昭和線（→現路線）
- 55 湯原美甘線
- 56 湯原奥津線（1982年 - ）
  - ※1972年 - 1982年…岡山県道56号湯原箱線（→現路線）
- 57 総社賀陽線（1982年 - ）
  - ※1979年 - 1982年…岡山県道57号総社湯山線（→現路線）
- 58 北房川上線（1994年 - ）
  - ※1979年 - 1994年…岡山県道58号北房新庄線（→現路線）
- 59 （欠番）※1982年以降不使用
  - ※1979年 - 1982年…岡山県道59号倉敷田中線（→国道429号）
- 60 倉敷笠岡線（1994年 - ）
  - ※1982年 - 1994年…岡山県道60号倉敷金光線（→現路線および金光町（現：浅口市）道）
- 61 妹尾御津線
- 62 玉野福田線
- 63 （欠番）※1993年以降不使用
  - ※1982年 - 1993年…岡山県道63号高梁建部線（→国道484号）
- 64 矢掛寄島線（1994年 - ）
  - ※1982年 - 1994年…岡山県道64号鴨方矢掛線（→岡山県道155号鴨方矢掛線）
- 65 久世中和線
- 66 落合加茂川線
- 67 勝央勝北線
- 68 津山加茂線
- 69 西大寺備前線
- 70 久米建部線
- 71 建部大井線
- 72 岡山賀陽線
- 73 箕島高松線
- 74 倉敷飽浦線
- 75 加茂奥津線
- 76 総社三和線
- 77 美星高山市線
- 78 長屋賀陽線
- 79 佐伯長船線
- 80 上高末総社線
- 81 東岡山御津線
- 82 鏡野久世線
- 83 飯井宿線
- 84 勝山栗原線
- 85 高梁坂本線
- 86 作東インター線
- 87 - 89 （欠番）
- 90 赤穂佐伯線（1994年 - ）
- 91 - 95 （欠番）
- 96 岡山赤穂線（1994年 - ）

## 一般県道

### 101 - 200
- 101 （欠番）※1994年以降不使用
  - ※1972年 - 1994年…広島県道・岡山県道101号平野笠岡線（→広島県道76号神辺大門線・広島県道379号坪生福山線および福山市道10207号坪生5号線・笠岡市道E014号篠坂14号福井線）
- 102 下御領井原線
- 103 七曲井原線
- 104 坂瀬川芳井線
- 105 前原谷仙養線
- 106 布賀油木線
- 107 奈良備中線
- 108 大野部東城線
- 109 高瀬油野線（1994年 - ）
  - ※1973年 - 1994年…岡山県道・広島県道109号油野東城線（→岡山県道・広島県道12号足立東城線）
- 110 （欠番）※1979年以降不使用
  - ※1972年 - 1979年…鳥取県道35号・岡山県道110号多里神郷線（→岡山県道・鳥取県道11号新見多里線）
- 111 神戸上新見線
- 112 大佐日野線
- 113 上徳山俣野江府線
- 114 大山上福田線
- 115 常藤関金線
- 116 羽出三朝線
- 117 鱒返余戸線
- 118 加茂用瀬線
- 119 （欠番）※1994年以降不使用
  - ※1972年 - 1982年…鳥取県道221号・岡山県道119号智頭勝田線（→鳥取県道・岡山県道119号智頭勝田線）
  - ※1982年 - 1994年…鳥取県道・岡山県道119号智頭勝田線（→鳥取県道・岡山県道7号智頭勝田線）
- 120 - 121 （欠番）※1972年以降一切使用歴なし
- 122 （欠番）※1994年以降不使用
  - ※1972年 - 1994年…岡山県道122号・兵庫県道445号下庄佐用線（→岡山県道・兵庫県道240号下庄佐用線）
- 123 （欠番）※1994年以降不使用
  - ※1972年 - 1994年…岡山県道123号・兵庫県道155号市場佐用線（→岡山県道・兵庫県道161号市場佐用線）
- 124 宮原力万線（2006年 - ）
  - ※1972年 - 1994年…岡山県道124号・兵庫県道446号宮原上月線（→岡山県道・兵庫県道124号宮原上月線）
  - ※1994年 - 2006年…岡山県道・兵庫県道124号宮原上月線（→現路線）
- 125 （欠番）※1994年以降不使用
  - ※1972年 - 1994年…岡山県道125号・兵庫県道447号上福原佐用線（→岡山県道・兵庫県道365号上福原佐用線）
- 126 （欠番）※1994年以降不使用
  - ※1972年 - 1994年…岡山県道126号・兵庫県道156号吉永南光線（→岡山県道・兵庫県道368号吉永南光線〔1994 - 2006年〕→岡山県道・兵庫県道368号吉永下徳久線）
- 127 （欠番）※1979年以降不使用
  - ※1972年 - 1979年…岡山県道127号・兵庫県道452号都留岐上郡線（→兵庫県道・岡山県道90号赤穂佐伯線）
- 128 （欠番）※1994年以降不使用
  - ※1972年 - 1994年…岡山県道128号・兵庫県道453号高田上郡線（→岡山県道・兵庫県道385号高田上郡線）
- 129 （欠番）※1994年以降不使用
  - ※1976年 - 1994年…岡山県道129号・兵庫県道556号後山上石井線（→岡山県道・兵庫県道556号後山上石井線）
- 130 - 150 （欠番）※1972年以降一切使用歴なし
- 151 妹尾吉備線
- 152 倉敷妹尾線
- 153 早島吉備線
- 154 （欠番）※1994年以降不使用
  - ※1972年 - 1979年…岡山県道154号倉敷茶屋線（→岡山県道154号倉敷都線）
  - ※1979年 - 1994年…岡山県道154号倉敷都線（→岡山県道74号倉敷飽浦線）
- 155 鴨方矢掛線（1994年 - ）
  - ※1972年 - 1982年…岡山県道155号矢掛鴨方線（→岡山県道64号鴨方矢掛線（→現路線）・岡山県道155号地頭上矢掛線）
  - ※1982年 - 1994年…岡山県道155号地頭上矢掛線（→岡山県道64号矢掛寄島線）
- 156 賀陽有漢線
- 157 哲多哲西線
- 158 （欠番）※1994年以降不使用
  - ※1972年 - 1979年…岡山県道158号北房大佐線（→岡山県道58号北房新庄線（1994年廃止）→岡山県道58号北房川上線）
  - ※1979年 - 1994年…岡山県道158号賀陽巨瀬線（→岡山県道78号長屋賀陽線）
- 159 久米中央線
- 160 三和西菅野線（1982年 - ）
  - ※1972年 - 1982年…岡山県道160号勝央勝北線（→岡山県道67号勝央勝北線）
- 161 市場佐用線（1994年 - ）
  - ※1972年 - 1982年…岡山県道161号加茂川福渡線（→岡山県道63号高梁建部線（1993年廃止）→国道484号）
  - ※1982年 - 1994年…岡山県道161号岡山賀陽線（→岡山県道72号岡山賀陽線）
- 162 岡山倉敷線（1979年 - ）
  - ※1972年 - 1979年…岡山県道162号田中倉敷線（→岡山県道59号倉敷田中線（1982年廃止）→国道429号）
  - ※旧国道2号
- 163 （欠番）※1983年以降不使用
  - ※1972年 - 1983年…岡山県道163号瀬戸宿岡山線（→岡山県道・兵庫県道96号岡山赤穂線）
- 164 （欠番）※1982年以降不使用
  - ※1972年 - 1982年…岡山県道164号坂根西大寺線（→岡山県道69号西大寺備前線）
- 165 藤戸早島線
- 166 美袋井原線
- 167 （欠番）※1982年以降不使用
  - ※1972年 - 1982年…岡山県道167号金光船穂倉敷線（→岡山県道60号倉敷金光線〔1994年廃止〕→岡山県道60号倉敷笠岡線および浅口市道）
- 168 新賀小坂東線（1994年 - ）
  - ※1972年 - 1994年…岡山県道168号関戸金光線（→岡山県道60号倉敷笠岡線・岡山県道286号里庄地頭上線および現路線）
- 169 西方巨瀬線（1979年 - ）
  - ※1972年 - 1979年…岡山県道169号西方総社線（→現路線および岡山県道57号総社賀陽線・岡山県道78号長屋賀陽線）
- 170 （欠番）※1982年以降不使用
  - ※1972年 - 1982年…岡山県道170号中和久世線（→岡山県道65号久世中和線）
- 171 （欠番）※1982年以降不使用
  - ※1972年 - 1982年…岡山県道171号宮尾福渡線（→岡山県道70号久米建部線）
- 172 （欠番）※1982年以降不使用
  - ※1972年 - 1982年…岡山県道172号福渡足守線（→岡山県道71号建部大井線）
- 173 大元停車場線
- 174 大元停車場上中野線
- 175 妹尾停車場線
- 176 （欠番）※1994年以降不使用
  - ※1972年 - 1994年…岡山県道176号小串港田井線（→岡山県道74号倉敷飽浦線）
- 177 九蟠中野線
- 178 瀬戸停車場線
- 179 万富停車場弓削線
- 180 熊山停車場線
- 181 和気停車場線
- 182 鶴海港線
- 183 （欠番）※1995年以降不使用
  - ※1972年 - 1995年…岡山県道183号鷲羽山停車場線（下津井電鉄全廃に伴い廃止、倉敷市道に格下げ）
- 184 （欠番）※1995年以降不使用
  - ※1972年 - 1995年…岡山県道184号児島停車場線（下津井電鉄全廃に伴い廃止、倉敷市道に格下げ。JR瀬戸大橋線児島駅とは無関係）
- 185 早島停車場線
- 186 中庄停車場線
- 187 早島松島線
- 188 水島港線
- 189 清音停車場線
- 190 西阿知停車場線
- 191 玉島港線
- 192 服部停車場線
- 193 美袋停車場線
- 194 鴨方停車場線
- 195 神島外港線
- 196 高梁停車場線
- 197 方谷停車場線
- 198 井倉停車場線
- 199 新見停車場線
- 200 坂根停車場線

### 201 - 300
- 201 神庭滝線
- 202 中国勝山停車場線
- 203 久世停車場線
- 204 美作落合停車場線
- 205 美作千代停車場線
- 206 院庄線
- 207 （欠番）※1974年以降不使用
  - ※1972年 - 1974年…岡山県道207号東津山停車場線（→津山市道）
- 208 美作河井停車場線
- 209 勝間田停車場線
- 210 林野停車場線
- 211 建部停車場線
- 212 浦安豊成線
- 213 福島橋本線
- 214 洲崎米倉線
- 215 江崎金岡線
- 216 沖元円山線
- 217 飽浦東児線
- 218 玉柏野々口線
- 219 原藤原線（1988年 - ）
  - ※1972年 - 1988年…岡山県道219号原原尾島線（→現路線および岡山市道301000183号祇園原尾島線・岡山市道401152011号原尾島11号線）
- 220 沼瀬戸線
- 221 一日市瀬戸線
- 222 福谷小才線
- 223 箕輪尾張線
- 224 瀬西大寺線
- 225 虫明長浜線
- 226 牛窓邑久西大寺線
- 227 庄田敷井線
- 228 高助西浜線
- 229 上阿知本庄線
- 230 上山田鹿忍線
- 231 神崎邑久線
- 232 鹿忍片岡神崎線
- 233 宝伝久々井南水門線
- 234 東片岡宿毛線
- 235 橋詰千手線
- 236 巌井野田線
- 237 日応寺栢谷線（1982年 - ）
  - ※1972年 - 1982年…岡山県道237号山上栢谷線（→現路線および岡山県道161号岡山賀陽線（現：岡山県道72号岡山賀陽線）→現路線および岡山県道61号妹尾御津線・岡山市道304000054号日応寺山上線・岡山市道404554063号栢谷69号線）
- 238 上芳賀岡山線（1982年 - ）
  - ※1972年 - 1982年…岡山県道238号富吉岡山線（→現路線および岡山県道161号岡山賀陽線（現：岡山県道72号岡山賀陽線）→現路線および岡山県道72号岡山賀陽線支線・岡山市道404559052号富吉58号線・岡山市道404559054号富吉60号線）
- 239 上芳賀大窪線
- 240 下庄佐用線（1994年 - ）
  - ※1972年 - 1994年…岡山県道240号三和日近線（→岡山県道76号総社三和線）
- 241 長野高松線
- 242 川入巌井線
- 243 一宮備前一宮停車場線
- 244 当新田中仙道線
- 245 真金吉備線
- 246 （欠番）※1994年以降不使用
  - ※1972年 - 1979年…岡山県道246号高松下庄線（→岡山県道246号大内田高松線）
  - ※1979年 - 1994年…岡山県道246号大内田高松線（→岡山県道73号箕島高松線）
- 247 （欠番）※1979年以降不使用
  - ※1972年 - 1979年…岡山県道247号大内田下庄線（→岡山県道246号大内田高松線（1994年廃止）→岡山県道73号箕島高松線）
- 248 （欠番）※1982年以降不使用
  - ※1972年 - 1982年…岡山県道248号河原賀陽線（現：国道484号・岡山県道307号吉川槙谷線・岡山市道311000002号掛畑河原線・吉備中央町道）
- 249 掛畑虎倉線
- 250 山口山陽線
- 251 馬屋瀬戸線
- 252 万富吉井線
- 253 可真上山陽線
- 254 可真上万富停車場線
- 255 仁堀中御津線
- 256 （欠番）※1979年以降不使用
  - ※1972年 - 1979年…岡山県道256号仁堀西建部線（現：国道484号）
- 257 坂辺吉井線
- 258 酌田沢原線
- 259 （欠番）※1994年以降不使用
  - ※1972年 - 1994年…岡山県道259号沢原佐伯線（→岡山県道79号佐伯長船線）
- 260 八木山日生線
- 261 穂浪吉永停車場線
- 262 蕃山友延線
- 263 泉衣笠線
- 264 福里八日市線
- 265 周匝久米南線
- 266 長尾児島線（1974年 - ）
  - ※1972年 - 1974年…岡山県道266号迫間児島線（→現路線）
- 267 藤田妹尾線
- 268 白尾塩生線（1982年 - ）
  - ※1972年 - 1982年…岡山県道268号白尾藤戸線（→岡山県道62号玉野福田線・岡山県道165号藤戸早島線および現路線）
- 269 （欠番）※1982年以降不使用
  - ※1972年 - 1982年…岡山県道269号塩生玉野線（→岡山県道62号玉野福田線・岡山県道268号白尾塩生線）
- 270 清音真金線
- 271 総社足守線（1982年 - ）
  - ※1972年 - 1982年…岡山県道271号東阿曽総社線（→現路線）
- 272 水別総社線
- 273 加須山中帯江線
- 274 福田老松線（1982年 - ）
  - ※1972年 - 1982年…岡山県道274号味野呼松倉敷線（→国道430号および現路線）
- 275 藤戸連島線
- 276 宇野津下之町線
- 277 中島西阿知停車場線
- 278 宍粟真備線
- 279 下原船穂線
- 280 市場川辺線
- 281 大曲船穂線
- 282 市場青木線
- 283 （欠番）※1994年以降不使用
  - ※1972年 - 1994年…岡山県道283号上高末総社線（→岡山県道80号上高末総社線）
- 284 東安倉鴨方線
- 285 （欠番）※1994年以降不使用
  - ※1972年 - 1994年…岡山県道285号地頭上笠岡線（→岡山県道60号倉敷笠岡線・岡山県道286号里庄地頭上線）
- 286 里庄地頭上線（1994年 - ）
  - ※1972年 - 1994年…岡山県道286号小坂西寄島線（→岡山県道64号矢掛寄島線および現路線）
- 287 （欠番）※1982年以降不使用
  - ※1972年 - 1982年…岡山県道287号本堀鴨方線（→岡山県道64号鴨方矢掛線〔1994年番号変更〕→岡山県道155号鴨方矢掛線）
- 288 園井里庄線
- 289 東大戸金浦線
- 290 上稲木東江原線
- 291 黒忠井原線
- 292 黒忠明治線
- 293 宇戸谷高梁線
- 294 下鴫川上線
- 295 北木島線
- 296 （欠番）※1994年以降不使用
  - ※1972年 - 1994年…岡山県道296号高山市地頭線（→岡山県道77号美星高山市線）
- 297 高山芳井線
- 298 上大竹種線
- 299 布賀地頭線（1994年 - ）
  - ※1972年 - 1994年…岡山県道299号高山備中線（→現路線）
- 300 宇治下原線（1994年 - ）
  - ※1972年 - 1994年…岡山県道300号坂本宇治下原線（→岡山県道85号高梁坂本線および現路線）

### 301 - 400
- 301 落合高倉線
- 302 宇治鉄砲町線（1974年 - ）
  - ※1972年 - 1974年…岡山県道302号宇治本町線（→現路線および高梁市道）
- 303 （欠番）※1994年以降不使用（鳥取県道303号大高下口波多線の起点は岡山県にあるが、鳥取県道としてのみの認定。岡山県道として認定予定はない。岡山県側は林道落合線）
  - ※1972年 - 1994年…岡山県道303号宇治高倉線（→岡山県道85号高梁坂本線）
- 304 （欠番）※1982年以降不使用
  - ※1972年 - 1982年…岡山県道304号西高梁線（→岡山県道63号高梁建部線（1993年廃止）→国道484号）
- 305 黒土北線
- 306 賀陽種井線（1979年 - ）
  - ※1972年 - 1979年…岡山県道306号湯山昭和線（→岡山県道57号総社賀陽線および現路線）
- 307 吉川槙谷線
- 308 （欠番）※1982年以降不使用
  - ※1972年 - 1982年…岡山県道308号吉川上加茂線（→岡山県道63号高梁建部線（1993年廃止）→国道484号）
- 309 巨瀬高倉線（1980年 - ）
  - ※1972年 - 1980年…岡山県道309号巨瀬川面線（→現路線）
- 310 西方北房線
- 311 阿口上線
- 312 宮地有漢線
- 313 大野部備中線
- 314 （欠番）※1994年以降不使用
  - ※1972年 - 1994年…岡山県道314号高瀬足立停車場線（→岡山県道・鳥取県道8号新見日南線・岡山県道・広島県道12号足立東城線・岡山県道109号高瀬油野線・新見市道相生橋線）
- 315 （欠番）※1979年以降不使用
  - ※1972年 - 1979年…岡山県道315号釜村千屋実線（→岡山県道・鳥取県道11号新見多里線）
- 316 岩熊一ノ原線
- 317 千屋実大佐線
- 318 千屋大佐線
- 319 菅生上熊谷線
- 320 若代方谷停車場線
- 321 神代勝山線
- 322 中福田湯原線
- 323 種見明戸線
- 324 東茅部下福田線
- 325 別所下長田線
- 326 樫西湯原線
- 327 富東谷久世線
- 328 （欠番）※1994年以降不使用
  - ※1972年 - 1994年…岡山県道328号行当定池線（→岡山県道82号鏡野久世線）
- 329 西原久世線
- 330 目木大庭線
- 331 （欠番）※1994年以降不使用
  - ※1972年 - 1994年…岡山県道331号栗原月田線（→岡山県道84号勝山栗原線）
- 332 栗原有漢線
- 333 上山旦土線
- 334 （欠番）※1994年以降不使用
  - ※1972年 - 1994年…岡山県道334号余野上鏡野線（→岡山県道82号鏡野久世線）
- 335 余野上久米線
- 336 倉見斉の谷線
- 337 山城宮尾線
- 338 市場津山線
- 339 西一宮中北上線
- 340 河本久米線
- 341 坪井下栃原線
- 342 大垪和西小山旭線
- 343 藤屋津山線
- 344 （欠番）※1982年以降不使用
  - ※1972年 - 1982年…岡山県道344号西一宮加茂線（→岡山県道68号津山加茂線）
- 345 上横野兼田線（1974年 - ）
  - ※1972年 - 1974年…岡山県道345号上横野下押入線（→現路線）
- 346 下高倉西高野本郷線
- 347 田熊高野停車場線
- 348 堀坂勝北線
- 349 吉ヶ原美作線
- 350 西吉田川崎線
- 351 藤原吉井線
- 352 大戸上中央線
- 353 石生奈義線
- 354 馬橋平福線
- 355 豊久田平線
- 356 行方勝田線
- 357 梶並立石線
- 358 鷺巣溝口線
- 359 樫村金屋線
- 360 万善美作線
- 361 畑沖勝間田線
- 362 位田飯岡線
- 363 （欠番）※1994年以降不使用
  - ※1972年 - 1994年…岡山県道363号野々口長岡線（→岡山県道81号東岡山御津線）
- 364 矢知赤坂線
- 365 上福原佐用線（1994年 - ）
  - ※1972年 - 1982年…岡山県道365号宇垣一宮線（→岡山県道61号妹尾御津線）
  - ※1982年 - 1994年…欠番
- 366 竹部加茂市場線
- 367 勝尾宇甘線
- 368 吉永下徳久線（2006年 - ）
  - ※1972年 - 1982年…岡山県道368号加茂市場落合線（→岡山県道66号落合加茂川線）
  - ※1982年 - 1994年…欠番
  - ※1994年 - 2006年…岡山県道・兵庫県道368号吉永南光線（→現路線）
- 369 尾原賀陽線
- 370 江与味上河内線
- 371 豊岡上小森線
- 372 下土井下加茂線
- 373 栃原久米南線
- 374 中西川線
- 375 上籾神目停車場線
- 376 上籾誕生寺停車場線
- 377 山口押撫線
- 378 上市井村西方線
- 379 百々樫村線
- 380 （欠番）※1994年以降不使用
  - ※1972年 - 1994年…岡山県道380号飯井宿線（→岡山県道83号飯井宿線）
- 381 牛文香登本線
- 382 本庄玉島線
- 383 九蟠東岡山停車場線
- 384 今在家東岡山停車場線
- 385 高田上郡線（1994年 - ）
  - ※1972年 - 1994年…岡山県道385号飽浦小串港線（→岡山県道74号倉敷飽浦線）
- 386 津高法界院停車場線
- 387 （欠番）※1982年以降不使用
  - ※1972年 - 1982年…岡山県道387号福江福田線（→岡山県道62号玉野福田線）
- 388 馬形美作線
- 389 吉備津松島線
- 390 古見月田停車場線
- 391 （欠番）※1982年以降不使用
  - ※1972年 - 1982年…岡山県道391号三和西菅野線（→岡山県道160号三和西菅野線）
- 392 百谷寺元線（1994年 - ）
  - ※1972年 - 1994年…岡山県道392号加茂寺元線（→岡山県道75号加茂奥津線および現路線）
- 393 鷲羽山公園線
- 394 大篠津山停車場線
- 395 和気熊山線（1994年 - ）
  - ※1972年 - 1994年…岡山県道395号長船和気線（→岡山県道79号佐伯長船線および現路線）
- 396 酒津中島線
- 397 寒河本庄岡山線（岡山ブルーライン）
- 398 水島港唐船線（水玉ブリッジライン）
- 399 金甲山線
- 400 後楽園線

### 401 - 479
- 401 美作土居停車場線
- 402 原尾島番町線
- 403 町苅田熊山線
- 404 都留岐吉永停車場線
- 405 山田槌ヶ原線
- 406 寄島笠岡線
- 407 野上矢掛線
- 408 東水砂矢掛線
- 409 大野部哲多線
- 410 （欠番）※1994年以降不使用
  - ※1972年 - 1994年…岡山県道410号土橋長屋線（→岡山県道78号長屋賀陽線）
- 411 垂水追分線
- 412 福井美作大崎停車場線
- 413 安井津山線
- 414 福本和気線
- 415 工門勝央線
- 416 （欠番）※1979年以降不使用
  - ※1972年 - 1979年…岡山県道416号滝宮佐伯線（現：兵庫県道・岡山県道90号赤穂佐伯線）
- 417 和気吉井線
- 418 鶴海港坂田線
- 419 日比港線
- 420 （欠番）※1979年以降不使用
  - ※1973年 - 1979年…岡山県道420号茶屋都線（→岡山県道154号倉敷都線（1994年廃止）→岡山県道74号倉敷飽浦線）
- 421 総社停車場線
- 422 蒜山高原線
- 423 福渡停車場線
- 424 （欠番）※1982年以降不使用
  - ※1973年 - 1982年…岡山県道424号岡山西環状線（→岡山県道61号妹尾御津線）
- 425 磯上備前線
- 426 多麻滝宮線
- 427 槌ヶ原日比線
- 428 倉敷西環状線
- 429 （欠番）※1994年以降不使用
  - ※1973年 - 1994年…岡山県道429号槙谷西山内線（→岡山県道76号総社三和線）
- 430 玉島黒崎金光線
- 431 六条院東里庄線
- 432 大島中新庄線
- 433 青島新開神島外港線
- 434 小坂西六条院中線
- 435 宇治長屋線
- 436 布寄下原線
- 437 下郷惣田線
- 438 西山布寄線
- 439 （欠番）※1994年以降不使用
  - ※1973年 - 1994年…岡山県道439号中井豊永佐伏線（→岡山県道78号長屋賀陽線）
- 440 上有漢北房線
- 441 下神代哲多線
- 442 豊永赤馬長屋線
- 443 大井野千屋花見線
- 444 （欠番）※1979年以降不使用
  - ※1974年 - 1979年…岡山県道444号上刑部新庄線（→岡山県道58号北房新庄線〔1994年廃止〕→岡山県道58号北房川上線）
- 445 下和奥津川西線
- 446 （欠番）※1994年以降不使用
  - ※1974年 - 1994年…岡山県道446号本茅部新庄線（→岡山県道58号北房川上線）
- 447 粟谷美甘線
- 448 （欠番）※1994年以降不使用
  - ※1975年 - 1994年…岡山県道448号百谷奥津線（→岡山県道75号加茂奥津線）
- 449 押淵皿線
- 450 三浦勝北線
- 451 和田北鶴田線
- 452 小原船頭線
- 453 宮地鹿瀬線
- 454 （欠番）※1994年以降不使用
  - ※1977年 - 1994年…岡山県道454号全間仁堀中線（→岡山県道52号勝央仁堀中線）
- 455 小山桑上線
- 456 下籾三明寺線
- 457 吉田御津線
- 458 （欠番）※2002年以降不使用
  - ※1973年 - ？年…岡山県道458号岡山総社自転車道線（認定後間もなく番号変更し、岡山県道700号岡山総社自転車道線に移行）
  - ※？ - 1975年…欠番
  - ※1975年 - 2002年…岡山県道458号勇崎入江線（供用区間0 mのまま玉島笠岡有料道路計画廃止→国道2号玉島笠岡道路移行に伴い廃止）
- 459 若代神代線
- 460 （欠番）※1994年以降不使用
  - ※1977年 - 1994年…岡山県道460号黒忠三山線（→岡山県道77号美星高山市線）
- 461 矢原国ヶ原線
- 462 王子ヶ岳線
- 463 長谷小串線
- 464 服部射越線
- 465 大平山坂田線
- 466 田井新港線
- 467 上二ヶ小鎌線
- 468 平岡小鎌線
- 469 倉敷総社線
- 470 柳井原上二万線
- 471 南浦金光線
- 472 槙谷北線
- 473 上大竹高山線
- 474 土橋井倉線
- 475 本郷石蟹線
- 476 横野滝線
- 477 金屋国分寺線
- 478 大田上横野線
- 479 瀬戸宗掛線

### 556（兵庫県越境路線）
- 556 後山上石井線（1994年 - ）

### 700 - 703（自転車道）
- 700 岡山総社自転車道線
- 701 岡山賀陽自転車道線
- 702 八束川上自転車道線
- 703 備前柵原自転車道線

## その他

### 未認定
- 303 大高下口波多線（鳥取県側のみの認定。岡山県道として認定する予定はない。岡山県側は林道落合線）[1]